# Мемориал на месте гибели экипажа космического корабля «Союз-11»
Мемориал на месте гибели экипажа космического корабля «Союз-11» располагается на месте приземления космического корабля «Союз-11» с телами погибших 30 июня 1971 года при его разгерметизации Георгия Добровольского, Владислава Волкова и Виктора Пацаева. Место приземления расположено на расстоянии 176 километров к юго-востоку от города Жезказган (Казахстан).

## История
Изначально мемориальная отметка на месте приземления корабля была поставлена в конце 1973 года. Первый мемориальный комплекс представлял из себя тонкий металлический шпиль на каменном основании, на вершине которой была укреплена красная звезда. Рядом был расположен мемориальный камень с написью. Содержание надписи в настоящее время не сохранилось.
2 октября 1974 года был открыт постоянный памятник, автором эскиза которого был профессор Эдуард Цой, преподаватель Каспийского общественного университета. . Памятник представлял собой трёхгранную металлическую колонну высотой 12 метров, на вершине которой на фоне подложки, символически изображающей крылья, располагались барельефы трех погибших космонавтов. На двух сторонах колонны находились мемориальные доски с текстом: на одной — «Памятный знак на месте приземления космического корабля „Союз-11“ 30 июня 1971 года. Сооружено по постановлению Совета Министров СССР», на другой — «Подвиг отважных сынов советского народа Г. Т. Добровольского, В. Н. Волкова, В. И. Пацаева, совершённый во имя торжества науки на благо всего человечества, навсегда останется в благодарной памяти людей всей планеты»
К 2008 году этот монумент был уничтожен вандалами; экспертиза показала, что памятник восстановлению не подлежит. При этом разрушение памятника началось ещё в 1990-е годы ввиду отсутствия надлежащего ухода.
В 2013 году недалеко от разрушенного монумента была установлена мемориальная доска из чёрного гранита, на которой был изображён эскиз разрушенного памятник и надпись: «На этом месте 30 июня 1971 года при совершении посадки погиб экипаж космического корабля „Союз-11“ советские космонавты: Георгий Добровольский, Владислав Волков, Виктор Пацаев. В 1973 году здесь был установлен монумент памяти космонавтов (впоследствии разрушен). Жезказган помнит. 2013»
7 июля 2016 года был установлен новый памятник. На торжественной церемонии его открытия присутствовали начальник Центра подготовки космонавтов лётчик-космонавт Юрий Лончаков, представители Роскосмоса, Росавиации, Минобороны, а также представители Казахстана.

## Описание современного памятника
Памятник представляет собой трёхгранную стелу, сложенную из трёх отдельных бетонных плит, на каждой из которых укреплены гранитные мемориальные доски с выгравированными на них портретами погибших космонавтов. Также на досках изображены элементы эскиза разрушенного памятника. На фронтальной стороне памятника ниже мемориальной таблички с портретом располагается еще одна мемориальная доска, которая копирует текст с мемориальной доски разрушенного памятника. Ещё одна такая же доска расположена на одной из боковых сторон. На третьем торце колонны внизу расположена мемориальная доска, на которой эти же тексты написаны на казахском языке.